# 福岡富雄
福岡 富雄（ふくおか とみお、英語：Tomio Fukuoka、1936年 - ）は、学校法人コンピュータ総合学園の創業者、神戸情報大学院大学の理事長。

## 役職等
理事長
- 学校法人コンピュータ総合学園
- 神戸情報大学院大学

## 栄典・栄誉
- 藍綬褒章の正章- (1993)
- 瑞宝双光章- (2008)[2]

## 著作
- 『AI基礎原理とその仕組み』. 神戸情報大学院大学企画出版部（神戸電子専門学校／神戸情報大学院大学）. (12 March 2021). ISBN 978-4-87787-800-9 C3055